# В огне
В огне (англ. Ablaze) — американский боевик 2001 года.

## Сюжет
Эндрю Томас — агент, которому поручено фиксировать нарушения, допущенные на нефтеперерабатывающем заводе, расположенном рядом с пригородным городом. Его брат Джек — пожарный, который только что представил нового члена своей команды, Скотта, который становится враждебным с другим пожарным Гэри Дэниелсом. Тем временем в городской больнице один из врачей и бывшая подруга Джека Дженнифер Льюис бросает вызов приказу своей начальницы Вивиан Симс помочь беременной женщине по имени Минди Хантер, которая вот-вот родит. Дженнифер и Уинслоу, одна из медсестер, помогают Минди подготовиться к родам. Тем временем молодой парень по имени Барри Кристофер случайно поджигает свой дом, зажигая спичку на игрушечном самолете, и команда Джека отправляется шефом Сэмом Дэвисом, чтобы спасти его. Они спасают Барри, и его отправляют в больницу вместе с матерью Гвен. Джек также пострадал при пожаре, и его отправили в больницу.